# Grad Culemborg
Grad Culemborg je bil grad, katerega ruševine se nahajajo na severovzhodni strani središča mesta Culemborg v nizozemski provinci Gelderland. Grad je bil sedež srednjeveškega gospostva in grofije Culemborg. Na njegovem mestu je danes javni zgodovinsko-kulturni park.

## Zgodovina
Grad je dal okoli leta 1280 zgraditi Hubert Beusichemski in je bil sestavljen iz velike dvorane. Okoli leta 1360 so ga razširili s kvadratnim stolpom. Okrogla utrdba je bila zgrajena leta 1377 pod Gerhardom Culemborškim in je imela stene debeline približno 4,40 metra. Po dokončanju tega obzidja se je začela gradnja drugega okroglega stolpa z debelino stene približno 5 metrov. Širitve leta 1464 so potekale pod vodstvom gradbenega mojstra Janeza van den Doema, ki je delal tudi na katedrali v Utrechtu. Med letoma 1480 in 1504 so se morale zgoditi tudi obsežne razširitve na zahodni strani stavbe. Končno je nastal grad s peterokotnim tlorisom, sestavljenim iz velike dvorane (Hoge Sael), kvadratnega stolpa, dveh okroglih stolpov, zunanjega oboda z dvoriščem in različnih gospodarskih poslopij. Grad je imel vrtove in sistem drevoredov.
Leta 1566 je grof Floris Palandtski v gradu uredil protestantsko molilnico.
Francoski vojaki so v katastrofalnem letu 1672 zavzeli mestece Culemborg in zasedli grad. Po odhodu vojakov leto dni kasneje je bil grad popolnoma opustošen in v njem so podtaknili požar. V naslednjih letih je grad propadal. Zaradi tega je grof preselil svojo rezidenco v nekdanji samostan Mariëncroon v središču mesta Culemborg, medtem ko so luteranske maše za osebje preselili v kapelo Sint-Pietersgasthuis.
Grad je bil v veliki meri porušen leta 1735 po ukazu deželnih stanov četrti Nijmegen - ki so leta 1720 kupili grofijo Culemborg. Beli stolp in druge zgradbe so dokončno porušili leta 1812.

## Grajski vrt
Fundacija Culemborg Kasteeltuin je izvedla arheološke raziskave lokacije temeljev in zasnovala lokacijo kot javni zgodovinsko-kulturni mestni park. Grajsko posestvo je še vedno prepoznavno iz zraka, velik del prekopa je še vedno prisoten, nekaj ostankov obzidja pa je še vidnih na posestvu. Od poletja 2020 si je mogoče ogledati grad tudi v VR in drugih 3D modelih.